# 2010 FIFAワールドカップ・南米予選

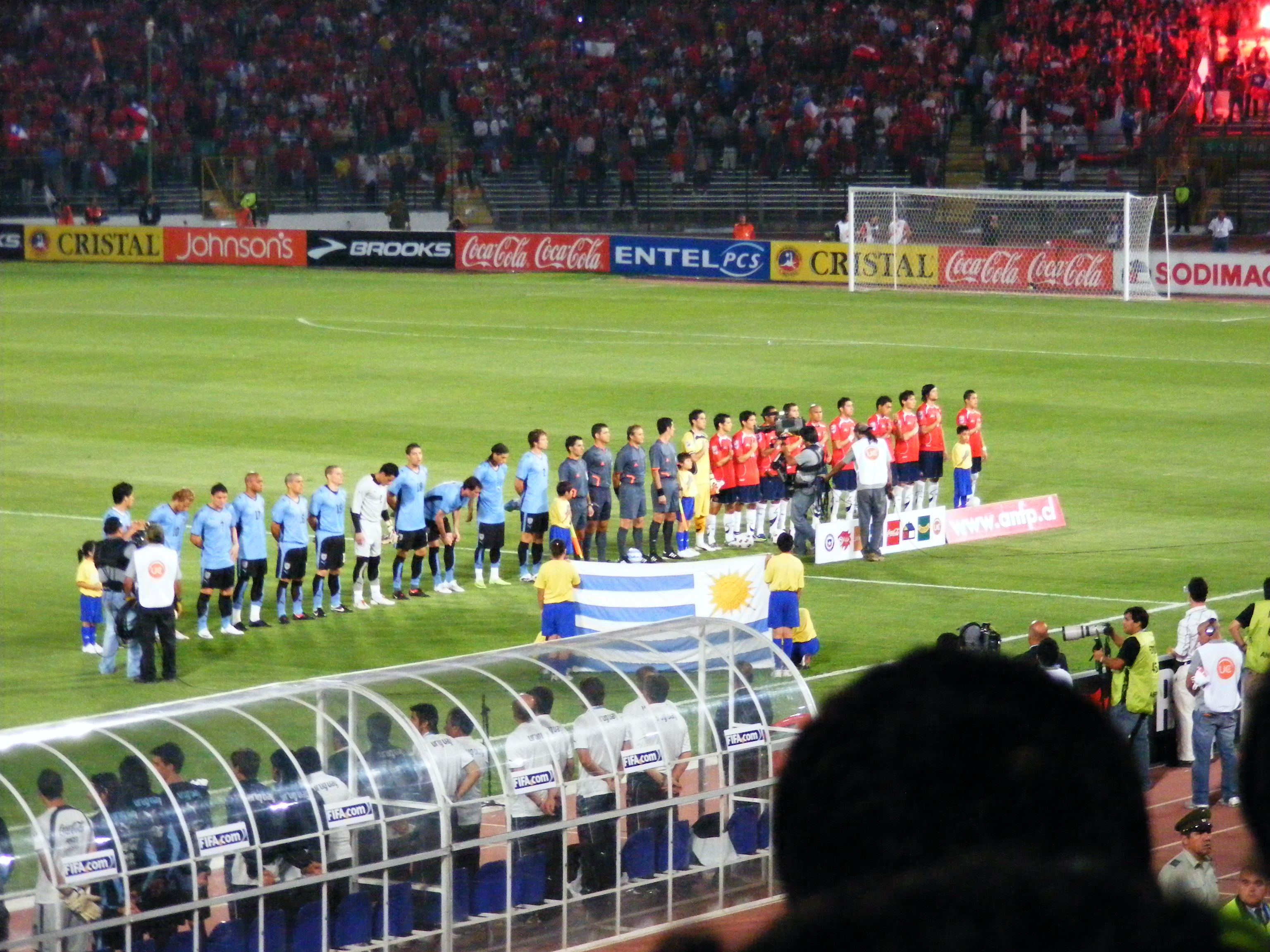
チリ対ウルグアイ
（2009年4月1日）

2010 FIFAワールドカップ・南米予選は、2007年10月13日から行われた南米地域の2010 FIFAワールドカップ・予選である。本大会出場枠は4.5（4または5）であり、全試合がホーム・アンド・アウェー方式で行われた。予選に参加する国は、南米サッカー連盟に加盟している10チームである。

## 予選方式
1. 10か国がホーム・アンド・アウェー方式の総当りリーグ戦で争い、上位4か国が本大会に出場する。
2. 予選5位は北中米カリブ海予選の4位と大陸間プレーオフを行い、勝った場合にのみ本大会に出場する。

## 参加する国と地域、およびランキング
※2007年11月現在のFIFAランキングの順位順
- アルゼンチン（1位）
- ブラジル（2位）
- コロンビア（17位）
- パラグアイ（21位）
- ウルグアイ（27位）
- チリ（45位）
- エクアドル（56位）
- ベネズエラ（62位）
- ペルー（63位）
- ボリビア（106位）

## 対戦表
| 国           | 勝点 | 試合 | 勝 | 分 | 敗 | 得点 | 失点 | 得失 点差 |
| ------------ | ---- | ---- | -- | -- | -- | ---- | ---- | --------- |
| ブラジル     | 34   | 18   | 9  | 7  | 2  | 33   | 11   | +22       |
| チリ         | 33   | 18   | 10 | 3  | 5  | 32   | 22   | +10       |
| パラグアイ   | 33   | 18   | 10 | 3  | 5  | 24   | 16   | +8        |
| アルゼンチン | 28   | 18   | 8  | 4  | 6  | 23   | 20   | +3        |
| ウルグアイ   | 24   | 18   | 6  | 6  | 6  | 28   | 20   | +8        |
| エクアドル   | 23   | 18   | 6  | 5  | 7  | 22   | 26   | -4        |
| コロンビア   | 23   | 18   | 6  | 5  | 7  | 14   | 18   | -4        |
| ベネズエラ   | 22   | 18   | 6  | 4  | 8  | 23   | 29   | -6        |
| ボリビア     | 15   | 18   | 4  | 3  | 11 | 22   | 36   | -14       |
| ペルー       | 13   | 18   | 3  | 4  | 11 | 11   | 34   | -23       |

| チーム  | チーム       | AWAY         | AWAY     | AWAY           | AWAY             | AWAY           | AWAY           | AWAY           | AWAY           | AWAY         | AWAY       |
| チーム  | チーム       | ブラジルの旗 | チリの旗 | パラグアイの旗 | アルゼンチンの旗 | ウルグアイの旗 | エクアドルの旗 | コロンビアの旗 | ベネズエラの旗 | ボリビアの旗 | ペルーの旗 |
| ------- | ------------ | ------------ | -------- | -------------- | ---------------- | -------------- | -------------- | -------------- | -------------- | ------------ | ---------- |
| H O M E | ブラジル     | X            | 4-2      | 2-1            | 0-0              | 2-1            | 5-0            | 0-0            | 0-0            | 0-0          | 3-0        |
| H O M E | チリ         | 0-3          | X        | 0-3            | 1-0              | 0-0            | 1-0            | 4-0            | 2-2            | 4-0          | 2-0        |
| H O M E | パラグアイ   | 2-0          | 0-2      | X              | 1-0              | 1-0            | 5-1            | 0-2            | 2-0            | 1-0          | 1-0        |
| H O M E | アルゼンチン | 1-3          | 2-0      | 1-1            | X                | 2-1            | 1-1            | 1-0            | 4-0            | 3-0          | 2-1        |
| H O M E | ウルグアイ   | 0-4          | 2-2      | 2-0            | 0-1              | X              | 0-0            | 3-1            | 1-1            | 5-0          | 6-0        |
| H O M E | エクアドル   | 1-1          | 1-0      | 1-1            | 2-0              | 1-2            | X              | 0-0            | 0-1            | 3-1          | 5-1        |
| H O M E | コロンビア   | 0-0          | 2-4      | 0-1            | 2-1              | 0-1            | 2-0            | X              | 1-0            | 2-0          | 1-0        |
| H O M E | ベネズエラ   | 0-4          | 2-3      | 1-2            | 0-2              | 2-2            | 3-1            | 2-0            | X              | 5-3          | 3-1        |
| H O M E | ボリビア     | 2-1          | 0-2      | 4-2            | 6-1              | 2-2            | 1-3            | 0-0            | 0-1            | X            | 3-0        |
| H O M E | ペルー       | 1-1          | 1-3      | 0-0            | 1-1              | 1-0            | 1-2            | 1-1            | 1-0            | 1-0          | X          |

## 対戦結果

### 第1節
| 2007年10月13日 16:30 (UTC-2) |

| ウルグアイ                                                                     | 5 - 0    | ボリビア |
| スアレス 4分 · フォルラン 38分 · アブレウ 48分 · サンチェス 67分 · ブエノ 83分 | レポート |          |

| エスタディオ・センテナリオ（モンテビデオ） 観客数: 25,200人 主審: ルベン・セルマン |

| 2007年10月13日 17:40 (UTC-3) |

| アルゼンチン        | 2 - 0    | チリ |
| リケルメ 27分, 45分 | レポート |      |

| エスタディオ・モヌメンタル・アントニオ・ベスプチオ・リベルティ（ブエノスアイレス） 観客数: 55,000人 主審: マルティン・バスケス |

| 2007年10月13日 17:50 (UTC-5) |

| エクアドル | 0 - 1    | ベネズエラ |
|            | レポート | レイ 68分  |

| エスタディオ・オリンピコ・アタウアルパ（キト） 観客数: 29,644人 主審: レネ・オルトゥベ |

| 2007年10月13日 20:00 (UTC-5) |

| ペルー | 0 - 0    | パラグアイ |
|        | レポート |            |

| エスタディオ・モヌメンタル（リマ） 観客数: 50,000人 主審: カルロス・シモン |

| 2007年10月14日 16:00 (UTC-5) |

| コロンビア | 0 - 0    | ブラジル |
|            | レポート |          |

| エスタディオ・ネメシオ・カマーチョ（ボゴタ） 観客数: 41,000人 主審: カルロス・アマリージャ |

### 第2節
| 2007年10月16日 20:40 (UTC-4) |

| ベネズエラ | 0 - 2    | アルゼンチン              |
|            | レポート | ミリト 16分 · メッシ 43分 |

| エスタディオ・ホセ・パチェンチョ・ロメロ（マラカイボ） 観客数: 10,600人 主審: カルロス・シモン |

| 2007年10月17日 16:00 (UTC-4) |

| ボリビア | 0 - 0    | コロンビア |
|          | レポート |            |

| エルナンド・シレス競技場（ラパス） 観客数: 19,469人 主審: マウリシオ・レイノソ |

| 2007年10月17日 18:10 (UTC-4) |

| パラグアイ    | 1 - 0    | ウルグアイ |
| バルデス 14分 | レポート |            |

| エスタディオ・ディフェンソーレス・デル・チャコ（アスンシオン） 観客数: 23,200人 主審: エクトル・バルダッシ |

| 2007年10月17日 19:10 (UTC-3) |

| チリ                              | 2 - 0    | ペルー |
| スアソ 11分 · フェルナンデス 51分 | レポート |        |

| エスタディオ・ナシオナル（サンティアゴ） 観客数: 58,000人 主審: オスカル・ルイス |

| 2007年10月17日 21:45 (UTC-2) |

| ブラジル                                                                      | 5 - 0    | エクアドル |
| ヴァグネル・ラヴ 19分 · ロナウジーニョ 71分 · カカ 77分, 85分 · エラーノ 83分 | レポート |            |

| エスタジオ・ド・マラカナン（リオデジャネイロ） 観客数: 87,000人 主審: ホルヘ・ラリオンダ |

### 第3節
| 2007年11月17日 16:00 (UTC-3) |

| アルゼンチン                        | 3 - 0    | ボリビア |
| アグエロ 40分 · リケルメ 56分, 74分 | レポート |          |

| エスタディオ・モヌメンタル・アントニオ・ベスプチオ・リベルティ（ブエノスアイレス） 観客数: 43,308人 主審: ビクトル・ウーゴ・リベラ |

| 2007年11月17日 16:10 (UTC-5) |

| コロンビア    | 1 - 0    | ベネズエラ |
| ブストス 82分 | レポート |            |

| エスタディオ・ネメシオ・カマーチョ（ボゴタ） 観客数: 28,273人 主審: ルベン・セルマン |

| 2007年11月17日 20:10 (UTC-3) |

| パラグアイ                                                                 | 5 - 1    | エクアドル      |
| バルデス 8分 · リベーロス 26分, 87分 · サンタ・クルス 50分 · アジャラ 82分 | レポート | カビエデス 79分 |

| エスタディオ・ディフェンソーレス・デル・チャコ（アスンシオン） 観客数: 25,433人 主審: エベル・ロペス |

| 2007年11月18日 17:00 (UTC-2) |

| ウルグアイ                    | 2 - 2    | チリ                     |
| スアレス 42分 · アブレウ 81分 | レポート | サラス 59分, 70分 (pen.) |

| エスタディオ・センテナリオ（モンテビデオ） 観客数: 35,000人 主審: セルヒオ・ペッソッタ |

| 2007年11月18日 16:10 (UTC-5) |

| ペルー        | 1 - 1    | ブラジル  |
| バルガス 72分 | レポート | カカ 41分 |

| エスタディオ・モヌメンタル（リマ） 観客数: 45,847人 主審: カルロス・トーレス |

### 第4節
| 2007年11月20日 18:40 (UTC-4) |

| ベネズエラ                                                        | 5 - 3    | ボリビア                          |
| アリスメンディ 20分, 40分 · ゲラ 81分 · マルドナード 89分, 90+1分 | レポート | M.モレノ 19分, 77分 · アルセ 27分 |

| エスタディオ・ポリデポリティボ・デ・プエルト・ヌエボ（サン・クリストバル） 観客数: 18,632人 主審: サルヴィオ・ファグンデス |

| 2007年11月20日 19:50 (UTC-5) |

| コロンビア                    | 2 - 1    | アルゼンチン |
| ブストス 62分 · D.モレノ 82分 | レポート | メッシ 36分  |

| エスタディオ・ネメシオ・カマーチョ（ボゴタ） 観客数: 41,700人 主審: ホルヘ・ラリオンダ |

| 2007年11月21日 16:30 (UTC-5) |

| エクアドル                                                  | 5 - 1    | ペルー          |
| アジョビ 10分, 48分 · カビエデス 24分 · メンデス 44分, 62分 | レポート | メンドーサ 86分 |

| エスタディオ・オリンピコ・アタウアルパ（キト） 観客数: 28,557人 主審: カルロス・チャンディア |

| 2007年11月21日 21:45 (UTC-2) |

| ブラジル                        | 2 - 1    | ウルグアイ   |
| ルイス・ファビアーノ 45分, 64分 | レポート | アブレウ 9分 |

| エスタジオ・ド・モルンビー（サンパウロ） 観客数: 70,000人 主審: エクトル・バルダッシ |

| 2007年11月21日 22:30 (UTC-3) |

| チリ | 0 - 3    | パラグアイ                                |
|      | レポート | カバニャス 24分 · ダ・シルバ 45+1分, 56分 |

| エスタディオ・ナシオナル（サンティアゴ） 観客数: 52,320人 主審: オスカル・ルイス |

### 第5節
| 2008年6月14日 16:00 (UTC-3) |

| ウルグアイ    | 1 - 1    | ベネズエラ    |
| ルガーノ 12分 | レポート | バルガス 56分 |

| エスタディオ・センテナリオ（モンテビデオ） 観客数: 41,831人 主審: アルフレド・イントリアゴ |

| 2008年6月14日 20:00 (UTC-5) |

| ペルー          | 1 - 1    | コロンビア     |
| マリーニョ 40分 | レポート | ロダジェガ 8分 |

| エスタディオ・モヌメンタル（リマ） 観客数: 25,000人 主審: カルロス・トーレス |

| 2008年6月15日 15:00 (UTC-4) |

| パラグアイ                            | 2 - 0    | ブラジル |
| サンタ・クルス 26分 · カバニャス 49分 | レポート |          |

| エスタディオ・ディフェンソーレス・デル・チャコ（アスンシオン） 観客数: 38,000人 主審: ホルヘ・ラリオンダ |

| 2008年6月15日 18:10 (UTC-3) |

| アルゼンチン  | 1 - 1    | エクアドル      |
| パラシオ 89分 | レポート | ウルティア 69分 |

| エスタディオ・モヌメンタル・アントニオ・ベスプチオ・リベルティ（ブエノスアイレス） 観客数: 41,167人 主審: レネ・オルトゥベ |

| 2008年6月15日 19:30 (UTC-4) |

| ボリビア | 0 - 2    | チリ              |
|          | レポート | メデル 29分, 76分 |

| エルナンド・シレス競技場（ラパス） 観客数: 27,722人 主審: ビクトル・ウーゴ・リベラ |

### 第6節
| 2008年6月17日 19:00 (UTC-3) |

| ウルグアイ                                                            | 6 - 0    | ペルー |
| フォルラン 8分, 38分 (pen.), 57分 · ブエノ 61分, 69分 · アブレウ 90分 | レポート |        |

| エスタディオ・センテナリオ（モンテビデオ） 観客数: 20,016人 主審: パブロ・ポソ |

| 2008年6月18日 16:10 (UTC-4) |

| ボリビア                                            | 4 - 2    | パラグアイ                          |
| ボテロ 23分, 70分 · R.ガルシア 25分 · M.モレノ 76分 | レポート | サンタ・クルス 66分 · バルデス 82分 |

| エルナンド・シレス競技場（ラパス） 観客数: 8,561人 主審: レオナルド・ガシバ |

| 2008年6月18日 17:00 (UTC-5) |

| エクアドル | 0 - 0    | コロンビア |
|            | レポート |            |

| エスタディオ・オリンピコ・アタウアルパ（キト） 観客数: 33,588人 主審: エクトル・バルダッシ |

| 2008年6月18日 21:50 (UTC-3) |

| ブラジル | 0 - 0    | アルゼンチン |
|          | レポート |              |

| エスタジオ・ゴベルナドール・マガリャンイス・ピント（ベロオリゾンテ） 観客数: 65,000人 主審: オスカル・ルイス |

| 2008年6月19日 20:00 (UTC-4:30) |

| ベネズエラ                        | 2 - 3    | チリ                                   |
| マルドナード 59分 · アランゴ 80分 | レポート | スアソ 65分 (pen.), 90+2分 · ハラ 72分 |

| エスタディオ・オリンピコ・ルイス・ラモス（プエルト・ラ・クルス） 観客数: 38,000人 主審: ロベルト・シルベラ |

### 第7節
| 2008年9月6日 16:00 (UTC-3) |

| アルゼンチン  | 1 - 1    | パラグアイ           |
| アグエロ 60分 | レポート | エインセ 13分 (o.g.) |

| エスタディオ・モヌメンタル・アントニオ・ベスプチオ・リベルティ（ブエノスアイレス） 観客数: 46,250人 主審: カルロス・シモン |

| 2008年9月6日 16:10 (UTC-5) |

| エクアドル                                           | 3 - 1    | ボリビア    |
| カイセド 21分 · メンデス 51分 (pen.) · ベニテス 72分 | レポート | ボテロ 40分 |

| エスタディオ・オリンピコ・アタウアルパ（キト） 観客数: 35,000人 主審: パブロ・ポソ |

| 2008年9月6日 18:20 (UTC-5) |

| コロンビア | 0 - 1    | ウルグアイ    |
|            | レポート | エグレン 15分 |

| エスタディオ・ネメシオ・カマーチョ（ボゴタ） 観客数: 35,024人 主審: レオナルド・ガシバ |

| 2008年9月6日 20:30 (UTC-5) |

| ペルー      | 1 - 0    | ベネズエラ |
| アルバ 39分 | レポート |            |

| エスタディオ・モヌメンタル（リマ） 観客数: 25,500人 主審: オスカル・マルドナド |

| 2008年9月7日 21:00 (UTC-4) |

| チリ | 0 - 3    | ブラジル                                          |
|      | レポート | ルイス・ファビアーノ 21分, 83分 · ロビーニョ 45分 |

| エスタディオ・ナシオナル（サンティアゴ） 観客数: 60,239人 主審: カルロス・トーレス |

### 第8節
| 2008年9月9日 20:00 (UTC-4) |

| パラグアイ                      | 2 - 0    | ベネズエラ |
| リベーロス 28分 · バルデス 45分 | レポート |            |

| エスタディオ・ディフェンソーレス・デル・チャコ（アスンシオン） 観客数: 31,867人 主審: エクトル・バルダッシ（アルゼンチン） |

| 2008年9月10日 17:40 (UTC-3) |

| ウルグアイ | 0 - 0    | エクアドル |
|            | レポート |            |

| エスタディオ・センテナリオ（モンテビデオ） 観客数: 45,000人 主審: オスカル・ルイス |

| 2008年9月10日 18:40 (UTC-4) |

| チリ                                                            | 4 - 0    | コロンビア |
| ハラ 26分 · スアソ 38分 · フエンテス 48分 · フェルナンデス 71分 | レポート |            |

| エスタディオ・ナシオナル（サンティアゴ） 観客数: 47,459人 主審: ホルヘ・ラリオンダ |

| 2008年9月10日 21:50 (UTC-3) |

| ブラジル | 0 - 0    | ボリビア |
|          | レポート |          |

| エスタジオ・オリンピコ・ジョアン・アベランジェ（リオデジャネイロ） 観客数: 31,422人 主審: アルフレド・イントリアゴ |

| 2008年9月10日 21:30 (UTC-5) |

| ペルー        | 1 - 1    | アルゼンチン      |
| ファノ 90+3分 | レポート | カンビアッソ 82分 |

| エスタディオ・モヌメンタル（リマ） 観客数: 40,000人 主審: カルロス・アマリージャ |

### 第9節
| 2008年10月11日 15:00 (UTC-4) |

| ボリビア                           | 3 - 0    | ペルー |
| ボテロ 4分, 16分 · R.ガルシア 81分 | レポート |        |

| エルナンド・シレス競技場（ラパス） 観客数: 23,147人 主審: エルナンド・ブイトラゴ |

| 2008年10月11日 18:10 (UTC-3) |

| アルゼンチン               | 2 - 1    | ウルグアイ  |
| メッシ 6分 · アグエロ 13分 | レポート | ルガノ 40分 |

| エスタディオ・モヌメンタル・アントニオ・ベスプチオ・リベルティ（ブエノスアイレス） 観客数: 42,421人 主審: カルロス・トーレス |

| 2008年10月11日 18:20 (UTC-5) |

| コロンビア | 0 - 1    | パラグアイ     |
|            | レポート | カバニャス 9分 |

| エスタディオ・ネメシオ・カマーチョ（ボゴタ） 観客数: 26,000人 主審: パブロ・アレハンドロ・ルナティ |

| 2008年10月12日 15:30 (UTC-4:30) |

| ベネズエラ | 0 - 4    | ブラジル                                             |
|            | レポート | カカ 6分 · ロビーニョ 10分, 67分 · アドリアーノ 19分 |

| エスタディオ・ポリデポリティボ・デ・プエルト・ヌエボ（サン・クリストバル） 観客数: 38,000人 主審: ビクトル・ウーゴ・リベラ |

| 2008年10月12日 16:55 (UTC-5) |

| エクアドル    | 1 - 0    | チリ |
| ベニテス 71分 | レポート |      |

| エスタディオ・オリンピコ・アタウアルパ（キト） 観客数: 33,079人 主審: マルティン・バスケス |

### 第10節
| 2008年10月14日 16:00 (UTC-4) |

| ボリビア            | 2 - 2    | ウルグアイ                  |
| M.モレノ 15分, 41分 | レポート | ブエノ 64分 · アブレウ 88分 |

| エルナンド・シレス競技場（ラパス） 観客数: 21,075人 主審: エクトル・バルダッシ |

| 2008年10月15日 17:10 (UTC-4) |

| パラグアイ    | 1 - 0    | ペルー |
| カルドソ 81分 | レポート |        |

| エスタディオ・ディフェンソーレス・デル・チャコ（アスンシオン） 観客数: 31,545人 主審: サルヴィオ・ファグンデス |

| 2008年10月15日 20:15 (UTC-3) |

| チリ              | 1 - 0    | アルゼンチン |
| オレジャーナ 35分 | レポート |              |

| エスタディオ・ナシオナル（サンティアゴ） 観客数: 65,000人 主審: オスカル・ルイス |

| 2008年10月15日 22:00 (UTC-3) |

| ブラジル | 0 - 0    | コロンビア |
|          | レポート |            |

| エスタジオ・ド・マラカナン（リオデジャネイロ） 観客数: 54,910人 主審: ルベン・セルマン |

| 2008年10月15日 20:30 (UTC-4:30) |

| ベネズエラ                                      | 3 - 1    | エクアドル |
| マルドナード 48分 · モレノ 56分 · アランゴ 67分 | レポート | ミナ 12分  |

| エスタディオ・オリンピコ・ルイス・ラモス（プエルト・ラ・クルス） 観客数: 10,581人 主審: エンリケ・オッセス |

### 第11節
| 2009年3月28日 17:00 (UTC-3) |

| ウルグアイ                    | 2 - 0    | パラグアイ |
| フォルラン 28分 · ルガノ 57分 | レポート |            |

| エスタディオ・センテナリオ（モンテビデオ） 観客数: 45,000人 主審: カルロス・シモン |

| 2009年3月28日 19:10 (UTC-3) |

| アルゼンチン                                                | 4 - 0    | ベネズエラ |
| メッシ 26分 · テベス 47分 · ロドリゲス 51分 · アグエロ 73分 | レポート |            |

| エスタディオ・モヌメンタル・アントニオ・ベスプチオ・リベルティ（ブエノスアイレス） 観客数: 46,085人 主審: ビクトル・ウーゴ・リベラ |

| 2009年3月28日 19:20 (UTC-5) |

| コロンビア                      | 2 - 0    | ボリビア |
| トーレス 26分 · レンテリア 88分 | レポート |          |

| エスタディオ・ネメシオ・カマーチョ（ボゴタ） 観客数: 22,044人 主審: アルフレド・イントリアゴ |

| 2009年3月29日 16:00 (UTC-5) |

| エクアドル  | 1 - 1    | ブラジル      |
| ノボア 89分 | レポート | バチスタ 72分 |

| エスタディオ・オリンピコ・アタウアルパ（キト） 観客数: 40,000人 主審: カルロス・チャンディア |

| 2009年3月29日 18:10 (UTC-5) |

| ペルー        | 1 - 3    | チリ                                                      |
| ファーノ 34分 | レポート | サンチェス 2分 · スアソ 32分 (pen.) · フェルナンデス 70分 |

| エスタディオ・モヌメンタル（リマ） 観客数: 48,700人 主審: カルロス・アマリージャ |

### 第12節
| 2009年3月31日 20:00 (UTC-4:30) |

| ベネズエラ                    | 2 - 0    | コロンビア |
| フェドル 78分 · アランゴ 82分 | レポート |            |

| エスタディオ・ポリデポルティーボ・カチャマイ（プエルト・オルダス） 観客数: 35,000人 主審: パブロ・ポソ |

| 2009年4月1日 15:30 (UTC-4) |

| ボリビア                                                                                 | 6 - 1    | アルゼンチン    |
| M.モレノ 12分 · ボテロ 34分 (pen.), 55分, 66分 · アレックス・ダ・ロサ 45分 · トリコ 87分 | レポート | ゴンサレス 25分 |

| エルナンド・シレス競技場（ラパス） 観客数: 30,487人 主審: マルティン・バスケス |

| 2009年4月1日 16:20 (UTC-5) |

| エクアドル  | 1 - 1    | パラグアイ        |
| ノボア 63分 | レポート | E.ベニテス 90+2分 |

| エスタディオ・オリンピコ・アタウアルパ（キト） 観客数: 36,853人 主審: ウィルマール・ロルダン |

| 2009年4月1日 19:10 (UTC-4) |

| チリ | 0 - 0    | ウルグアイ |
|      | レポート |            |

| エスタディオ・ナシオナル（サンティアゴ） 観客数: 55,000人 主審: エクトル・バルダッシ |

| 2009年4月1日 22:10 (UTC-3) |

| ブラジル                                                     | 3 - 0    | ペルー |
| ルイス・ファビアーノ 18分 (pen.), 27分 · フェリペ・メロ 64分 | レポート |        |

| エスタジオ・ベイラ＝リオ（ポルトアレグレ） 観客数: 55,000人 主審: セルヒオ・ペッソッタ |

### 第13節
| 2009年6月6日 16:00 (UTC-3) |

| ウルグアイ | 0 - 4    | ブラジル                                                                       |
|            | レポート | D.アウヴェス 12分 · フアン 36分 · ルイス・ファビアーノ 52分 · カカ 75分 (pen.) |

| エスタディオ・センテナリオ（モンテビデオ） 観客数: 52,000人 主審: サウル・ラベルニ |

| 2009年6月6日 16:50 (UTC-4) |

| ボリビア | 0 - 1    | ベネズエラ         |
|          | レポート | リベロ 33分 (o.g.) |

| エルナンド・シレス競技場（ラパス） 観客数: 23,427人 主審: カルロス・ベラ |

| 2009年6月6日 18:00 (UTC-3) |

| アルゼンチン  | 1 - 0    | コロンビア |
| ディアス 56分 | レポート |            |

| エスタディオ・モヌメンタル・アントニオ・ベスプチオ・リベルティ（ブエノスアイレス） 観客数: 55,000人 主審: レネ・オルトゥベ |

| 2009年6月6日 18:50 (UTC-4) |

| パラグアイ | 0 - 2    | チリ                              |
|            | レポート | フェルナンデス 13分 · スアソ 50分 |

| エスタディオ・ディフェンソーレス・デル・チャコ（アスンシオン） 観客数: 34,000人 主審: セルヒオ・ペッソッタ |

| 2009年6月7日 15:30 (UTC-5) |

| ペルー        | 1 - 2    | エクアドル                      |
| バルガス 52分 | レポート | モンテーロ 38分 · テノリオ 59分 |

| エスタディオ・モヌメンタル（リマ） 観客数: 17,050人 主審: カルロス・トーレス |

### 第14節
| 2009年6月10日 16:00 (UTC-5) |

| エクアドル                      | 2 - 0    | アルゼンチン |
| アジョビ 72分 · パラシオス 83分 | レポート |              |

| エスタディオ・オリンピコ・アタウアルパ（キト） 観客数: 36,359人 主審: カルロス・チャンディア |

| 2009年6月10日 18:00 (UTC-5) |

| コロンビア                | 1 - 0    | ペルー |
| ファルカオ・ガルシア 25分 | レポート |        |

| エスタディオ・アタナシオ・ヒラルド（メデリン） 観客数: 32,300人 主審: カルロス・シモン |

| 2009年6月10日 21:50 (UTC-3) |

| ブラジル                          | 2 - 1    | パラグアイ      |
| ロビーニョ 40分 · ニウマール 49分 | レポート | カバニャス 25分 |

| エスタジオ・ド・アルーダ（レシフェ） 観客数: 56,682人 主審: オスカル・ルイス |

| 2009年6月10日 21:00 (UTC-4) |

| チリ                                                          | 4 - 0    | ボリビア |
| ボーセジュール 43分 · エストラダ 74分 · サンチェス 78分, 88分 | レポート |          |

| エスタディオ・ナシオナル（サンティアゴ） 観客数: 60,214人 主審: ロベルト・シルベラ |

| 2009年6月10日 20:30 (UTC-4:30) |

| ベネズエラ                   | 2 - 2    | ウルグアイ                      |
| マルドナード 9分 · レイ 74分 | レポート | スアレス 60分 · フォルラン 72分 |

| エスタディオ・ポリデポルティーボ・カチャマイ（プエルト・オルダス） 観客数: 37,000人 主審: サルヴィオ・ファグンデス |

### 第15節
| 2009年9月5日 15:30 (UTC-5) |

| コロンビア                              | 2 - 0    | エクアドル |
| マルティネス 82分 · グティエレス 90+4分 | レポート |            |

| エスタディオ・アタナシオ・ヒラルド（メデリン） 観客数: 42,000人 主審: セルヒオ・ペッソッタ |

| 2009年9月5日 15:30 (UTC-5) |

| ペルー          | 1 - 0    | ウルグアイ |
| レンヒフォ 86分 | レポート |            |

| エスタディオ・モヌメンタル（リマ） 観客数: 15,000人 主審: カルロス・チャンディア |

| 2009年9月5日 18:30 (UTC-4) |

| パラグアイ               | 1 - 0    | ボリビア |
| カバニャス 45+1分 (pen.) | レポート |          |

| エスタディオ・ディフェンソーレス・デル・チャコ（アスンシオン） 観客数: 25,094人 主審: ビクトル・ウーゴ・カリージョ |

| 2009年9月5日 21:30 (UTC-3) |

| アルゼンチン | 1 - 3    | ブラジル                                        |
| ダトロ 65分  | レポート | ルイゾン 23分 · ルイス・ファビアーノ 30分, 68分 |

| エスタディオ・ヒガンテ・デ・アロシート（ロサリオ） 観客数: 37,000人 主審: オスカル・ルイス |

| 2009年9月5日 21:30 (UTC-4) |

| チリ                        | 2 - 2    | ベネズエラ                      |
| ビダル 11分 · ミジャル 53分 | レポート | マルドナード 34分 · レイ 45+1分 |

| エスタディオ・ナシオナル（サンティアゴ） 観客数: 44,000人 主審: レネ・オルトゥベ |

### 第16節
| 2009年9月9日 15:00 (UTC-4) |

| ボリビア          | 1 - 3    | エクアドル                                     |
| イェセロッテ 85分 | レポート | メンデス 4分 · バレンシア 46分 · ベニテス 66分 |

| エルナンド・シレス競技場（ラパス） 観客数: 10,200人 主審: エクトル・バルダッシ |

| 2009年9月9日 18:00 (UTC-3) |

| ウルグアイ                                     | 3 - 1    | コロンビア        |
| スアレス 7分 · スコッティ 77分 · エグレン 87分 | レポート | マルティネス 63分 |

| エスタディオ・センテナリオ（モンテビデオ） 観客数: 30,000人 主審: カルロス・トーレス |

| 2009年9月9日 19:00 (UTC-4) |

| パラグアイ    | 1 - 0    | アルゼンチン |
| バルデス 27分 | レポート |              |

| エスタディオ・ディフェンソーレス・デル・チャコ（アスンシオン） 観客数: 38,000人 主審: サルヴィオ・ファグンデス |

| 2009年9月9日 22:00 (UTC-3) |

| ブラジル                                    | 4 - 2    | チリ                       |
| ニウマール 31分, 74分, 76分 · バチスタ 40分 | レポート | スアソ 45+1分 (pen.), 52分 |

| エスタジオ・デ・ピトゥアス（サルヴァドール） 観客数: 30,000人 主審: ホルヘ・ラリオンダ |

| 2009年9月9日 20:30 (UTC-4:30) |

| ベネズエラ                          | 3 - 1    | ペルー                       |
| フェドル 33分, 52分 · バルガス 65分 | レポート | フエンマジョール 41分 (o.g.) |

| エスタディオ・オリンピコ・ルイス・ラモス（プエルト・ラ・クルス） 観客数: 31,703人 主審: カルロス・ベラ |

### 第17節
| 2009年10月10日 18:30 (UTC-3) |

| アルゼンチン                      | 2 - 1    | ペルー          |
| イグアイン 48分 · パレルモ 90+2分 | レポート | レンヒフォ 89分 |

| エスタディオ・モヌメンタル・アントニオ・ベスプチオ・リベルティ（ブエノスアイレス） 観客数: 38,019人 主審: レネ・オルトゥベ |

| 2009年10月10日 17:00 (UTC-5) |

| コロンビア                        | 2 - 4    | チリ                                                              |
| マルティネス 14分 · G.モレノ 53分 | レポート | ポンセ 34分 · スアソ 35分 · バルディビア 71分 · オレジャーナ 78分 |

| エスタディオ・アタナシオ・ヒラルド（メデリン） 観客数: 18,000人 主審: ビクトル・ウーゴ・リベラ |

| 2009年10月10日 17:00 (UTC-5) |

| エクアドル      | 1 - 2    | ウルグアイ                               |
| バレンシア 68分 | レポート | スアレス 69分 · フォルラン 90+3分 (pen.) |

| エスタディオ・オリンピコ・アタウアルパ（キト） 観客数: 42,700人 主審: サルヴィオ・ファグンデス |

| 2009年10月10日 17:30 (UTC-4:30) |

| ベネズエラ      | 1 - 2    | パラグアイ                      |
| A.ロンドン 85分 | レポート | カバニャス 56分 · カルドソ 80分 |

| エスタディオ・ポリデポルティーボ・カチャマイ（プエルト・オルダス） 観客数: 41,680人 主審: カルロス・チャンディア |

| 2009年10月11日 16:00 (UTC-4) |

| ボリビア                        | 2 - 1    | ブラジル        |
| オリバレス 10分 · M.モレノ 32分 | レポート | ニウマール 70分 |

| エルナンド・シレス競技場（ラパス） 観客数: 16,557人 主審: パブロ・ポソ |

### 第18節
| 2009年10月14日 15:00 (UTC-5) |

| ペルー      | 1 - 0    | ボリビア |
| ファノ 54分 | レポート |          |

| エスタディオ・アレハンドロ・ビジャヌエバ（リマ） 観客数: 4,373人 主審: フアン・ソト |

| 2009年10月14日 18:00 (UTC-4) |

| ブラジル | 0 - 0    | ベネズエラ |
|          | レポート |            |

| エスタジオ・ウニヴェルシタリオ・ペドロ・ペドロシアン（カンポ・グランデ） 観客数: 23,746人 主審: ビクトル・ウーゴ・カリージョ |

| 2009年10月14日 19:00 (UTC-3) |

| チリ        | 1 - 0    | エクアドル |
| スアソ 53分 | レポート |            |

| エスタディオ・ナシオナル（サンティアゴ） 観客数: 47,000人 主審: カルロス・トーレス |

| 2009年10月14日 20:00 (UTC-2) |

| ウルグアイ | 0 - 1    | アルゼンチン    |
|            | レポート | ボラッティ 84分 |

| エスタディオ・センテナリオ（モンテビデオ） 観客数: 60,000人 主審: カルロス・アマリージャ |

| 2009年10月14日 20:00 (UTC-4) |

| パラグアイ | 0 - 2    | コロンビア                    |
|            | レポート | ラモス 61分 · ロダジェガ 80分 |

| エスタディオ・ディフェンソーレス・デル・チャコ（アスンシオン） 観客数: 17,503人 主審: パウロ・セザール・デ・オリヴェイラ |

## 大陸間プレーオフ
南米予選5位のウルグアイは、北中米カリブ海最終予選ラウンド4位のコスタリカとホーム・アンド・アウェー方式で大陸間プレーオフを行う。 
勝利チームがW杯本大会出場権を獲得する。組み合わせは、2009年6月2日にバハマのナッソーで行われたFIFA総会で決められた。
| 2009年11月14日 20:00 (UTC-6) |

| コスタリカ | 0 - 1    | ウルグアイ  |
|            | レポート | ルガノ 21分 |

| エスタディオ・リカルド・サプリサ・アイマ（サンホセ） 観客数: 19,500人 主審: アルベルト・ウンディアノ・マジェンコ |

| 2009年11月18日 21:00 (UTC-2) |

| ウルグアイ    | 1 - 1    | コスタリカ    |
| アブレウ 70分 | レポート | センテノ 74分 |

| エスタディオ・センテナリオ（モンテビデオ） 観客数: 62,150人 主審: マッシモ・ブサカ |